# Porc senglar de les Visayas
El porc senglar de les Visayas (Sus cebifrons) és una espècie de porc senglar en perill crític. El porc senglar de les Visayas és endèmic de dues de les illes Visayas al centre de les Filipines i es troba amenaçat per la pèrdua d'hàbitat, manques periòdiques d'aliment i la caça; aquestes són les principals de l'estatus d'aquest animal com a en perill crític. A causa del nombre reduït d'exemplars en llibertat, se sap poca cosa del seu comportament i característiques quan no estan en captivitat.